# Pablo Amorós
Pablo Amorós (nacido en Córdoba) es un pianista español que ha actuado en escenarios como el Auditorio Nacional de Música, Gran Teatro del Liceo de Barcelona, Teatro de la Maestranza de Sevilla, Teatro Jovellanos de Gijón, Auditorio Manuel de Falla (Granada), Palacio Euskalduna de Bilbao, Palau de la Música de Valencia, etc., ha realizado giras por China, Estados Unidos y ha actuado en distintos países de América Latina o en Emiratos Árabes. Su discografía incluye las obras completas para piano de Leonardo Balada, obras de la Generación del 27 musical española y obras de Granados y Falla.

## Formación y carrera
Realizó sus estudios de piano en el Conservatorio Superior de Música de Córdoba, posteriormente se trasladó a Londres para ampliar su formación con Noretta Conci, discípula de Arturo Benedetti Michelangeli. De regreso a España, perfeccionó su formación con Alicia de Larrocha y Cristina Bruno, así como con clases magistrales de pianistas como Jorge Luis Prats, Joaquín Achúcarro, Hans Graff, Marcela Crudelli, Walter Kraft y Natalia Troull.
Ha actuado en salas españolas como el Auditorio Nacional de Madrid, Gran Teatro del Liceo de Barcelona, Teatro de la Maestranza de Sevilla, Teatro Jovellanos de Gijón, Auditorio Manuel de Falla de Granada, Palacio Euskalduna en Bilbao, Palau de la Música de Valencia, Sala María Cristina de Málaga, Teatro Góngora de Córdoba, etc.  Ha actuado con orquestas como la Filarmónica de Málaga, Orquesta Sinfónica de Castilla y León, Orquesta de Córdoba, Orquesta Mihail Jora de Bacau (Rumanía), con directores como Vsevolod Polonski, Ovidiu Balan, José Santofimia, Alejandro Posada, Juan Paulo Gómez.
En 2012 grabó, como primicia mundial, su primer disco para el sello Naxos con la obra integral para piano solo de Leonardo Balada, una de cuyas obras ("Mini-Miniatures") está dedicada a Pablo Amorós.
En 2016 grabó el CD Granados vs Falla y con ese motivo realizó una gira junto al actor Emilio Gutiérrez Caba interpretando obras del disco.
En 2017 publicó, para el sello IBS, junto al chelista Iagoba Fanlo, un CD con obras de autores de la Generación del 27, como Simón Tapia Colman, Roberto Gerhard, Salvador Bacarisse, María Teresa Prieto y Rodolfo Halffter.
En junio de 2017 realizó su primera gira por China con 8 conciertos en los principales auditorios de ciudades como Tianjin, Chongquin, Chengdu, Guanzhou, Pekín y Shanghái, dónde volvió en octubre de ese mismo año y regresó en 2018 y 2019. Ha realizado así mismo varias giras en Estados Unidos y ha actuado en países Reino Unido, Italia, Francia, Perú o Emiratos Árabes Unidos.

## Discografía
- Piano Music (Naxos), obras de Leonardo Balada, 2012
- Granados vs Falla (TransOpera Digital), obras de Enrique Granados y Manuel de Falla, 2016
- Spanish Cello Sonatas (IBS Classical), obras de Simón Tapia Colman, Roberto Gerhard, Salvador Bacarisse, María Teresa Prieto y Rodolfo Halffter, 2017